# Basilique de la Sainte-Trinité de Fátima
Cette  basilique n’est pas la seule basilique de la Sainte-Trinité.
La basilique de la Sainte-Trinité (en portugais : Basílica da Santíssima Trindade) est une église située à la Cova da Iria (Fátima) dans l'enceinte du sanctuaire de Fátima dans la ville éponyme au Portugal.
Cette basilique dédiée à la Sainte Trinité, avec 8 633 sièges et 40 000 m2 est la quatrième plus grande église catholique dans le monde (en capacité). C'est une œuvre conçue par l'architecte grec Alexandros Tombazis. L'église a été inaugurée le 12 octobre 2007 par le secrétaire d'État du Vatican le cardinal Tarcisio Bertone, à l'occasion du 90e anniversaire des apparitions de Fátima.
Cette église a été entièrement financée par les dons des pèlerins réalisés au cours des années. Le décor est inspiré par l'art byzantin et orthodoxe. Le plan est circulaire à l'extérieur et carré à l'intérieur, et il y a 12 portes secondaires (dédiée chacune à l'un des 12 apôtres) et une grande porte centrale, la porte du Christ.
L'église a été élevée au rang de basilique mineure le 19 juin 2012.
En 2009, la construction a reçu le Prix d'excellence Structure (en) par l'Association Internationale des Ponts et Charpentes (en), qui vise à reconnaître les structures les plus remarquables, innovantes et créatives réalisées au cours des dernières années.

## La basilique

### Historique

#### Les prémices
En 1953, la basilique de Notre-Dame du Rosaire de Fátima (Basílica de Nossa Senhora do Rosário) est consacrée.
Au cours de l'année 1973, les responsables du sanctuaire de Fátima constatent que la basilique de Notre-Dame-du-Rosaire ne suffit plus à accueillir les pèlerins les jours d'affluence moyenne. Ce phénomène est clairement mis en lumière le 2 février 1973, lors de l'inauguration d'une statue (restaurée),.
En 1974, la première tentative pour résoudre le problème lié à l'affluence des pèlerins a donné lieu à l'élaboration d'un programme pastoral, par le recteur du sanctuaire Luciano Guerra, qui comprenait la mise en place d'un grand espace couvert pour assemblée (GECA). L'élaboration d'un projet de construction d'une nouvelle église n'a cependant été lancée qu'en 1996. En attendant cette nouvelle église, de nouveaux éléments ont été ajoutés au sanctuaire, comme la « chapelle de l'adoration » (Capela do Santíssimo Sacramento) inaugurée en 1987 à l'extrémité du bras sud de la colonnade, et comportant un grand ostensoir en argent,.

#### Le projet
Le programme de construction de la nouvelle église a été élaboré en 1996.
En 1997, le sanctuaire a organisé un concours international pour recevoir des propositions de nouvelle église.
Le 19 décembre 1998, le jury international a sélectionné le projet de l'architecte grec Alexandros Tombazis (en).
En raison de sa place, non seulement pour le sanctuaire, l'église et la ville, un dialogue a été établi entre le sanctuaire et l'autorité municipale pour étudier la meilleure solution concernant l'emplacement urbain de cette église. Le secteur de l'avenue D. José Alves Correia da Silva a été abaissé, et une partie de l'avenue passée en tunnel devant le sanctuaire, permettant ainsi la réalisation d'un vaste espace piéton permettant aux pèlerins de se rendre librement du centre pastoral Paul VI (proche du sanctuaire) à la nouvelle église, puis à la basilique Notre-Dame-du-Rosaire.
Lors de l'analyse et la révision du projet initial d'Alexandros Tombazis, plusieurs modifications ont été apportées, dont :
- la création d'un espace (un hall d'accueil) nommé Convivium de Santo Angostinho (Banquet de saint Augustin) à destination de congrès, réunions, concerts de musique et de petites pièces de théâtre[4].
- le remplacement de la plupart des escaliers d'accès et de circulation par des rampes douces afin d'améliorer la sécurité et offrir un accès plus facile au bâtiment.
- l'augmentation de la hauteur du bâtiment (par rapport au modèle initial) pour rendre l'édifice moins enterré.
- l'abandon de l'espace additionnel (pour accueillir des fidèles debout) car il offrait des conditions inconfortables pour les pèlerins (la capacité de l'édifice est restée inchangée avec un espace de près de 9 000 places assises)

Finalement le bâtiment contient 8 633 places assises, dont 76 places pour les personnes handicapées ou en fauteuil roulant.

#### La construction
Les travaux de construction ont commencé en février 2004 et la première pierre a été posée le 6 juin 2004,. Cette première pierre, posée par l'évêque émérite du diocèse de Leiria-Fátima, Serafim Ferreira e Silva, a été donnée et bénie le 9 mars 2004, par le pape Jean-Paul II. Cette pierre intègre un fragment de marbre de la tombe de saint Pierre, située sous la basilique Saint-Pierre,.

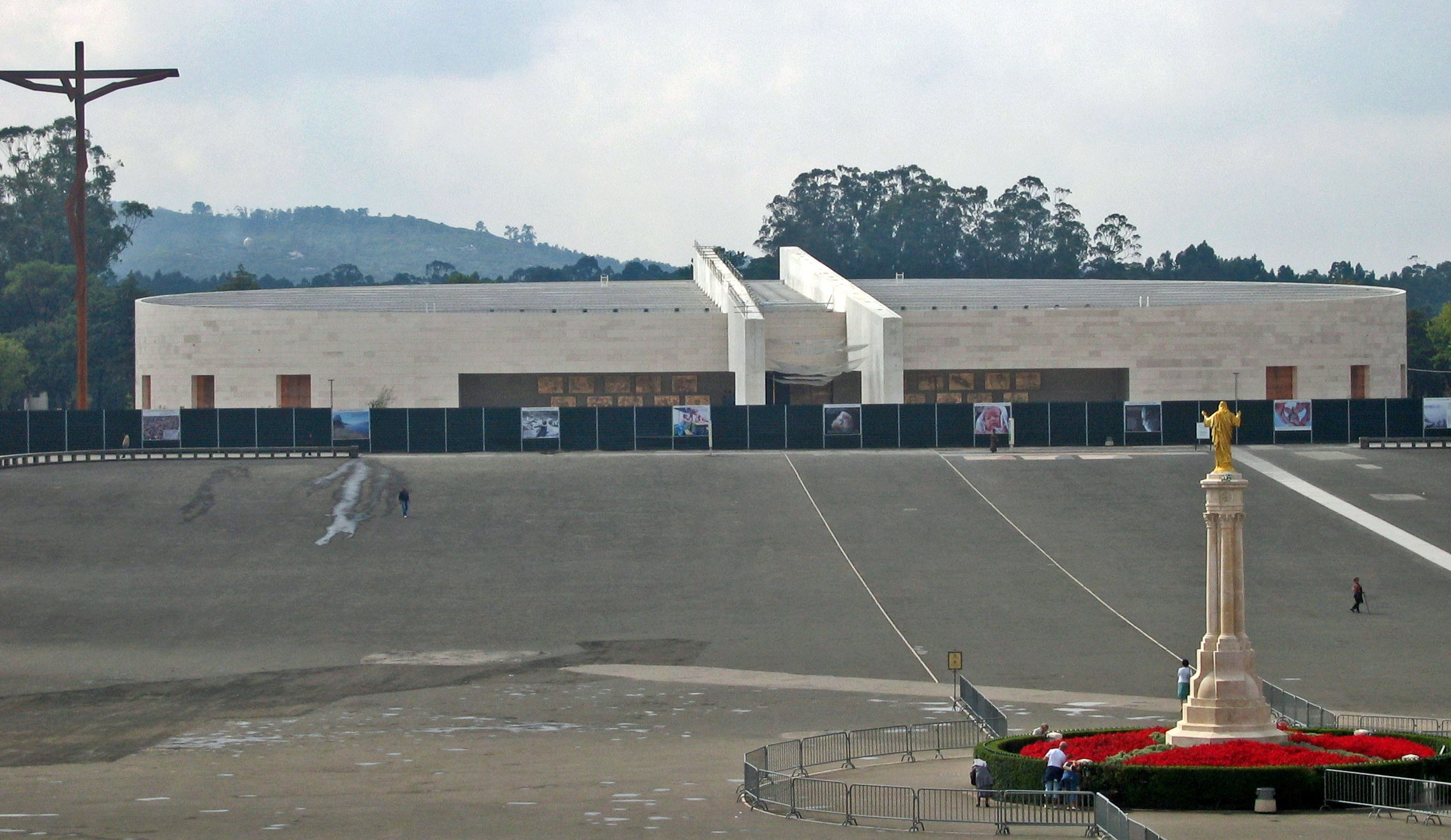
Vue de l'église depuis l'esplanade du sanctuaire.

Pendant les deux premières années de construction, l'église de la Sainte-Trinité a été désignée GECA, pour Grande Espaço Coberto para Assembleias (Grand Espace Couvert pour les Assemblées), en raison de son importance relative, (le bâtiment circulaire fait 125 m de diamètre).
L'église a été consacrée le 12 octobre 2007, en présence du cardinal Tarcisio Bertone, Secrétaire d'Etat du Vatican puis légat du pape Benoît XVI, dans le cadre des cérémonies de clôture consacrée à 90e anniversaire des apparitions mariales de Fátima,.

#### Derniers travaux
Le 2 juin 2008, a eu lieu l'inauguration des 14 stations de la Via Lucis, ainsi qu'une statue de 3 mètres de Notre-Dame de Fátima, en marbre de Carrare, statue située à l'intérieur de l'église, à gauche de l'autel.
À partir de 2008, plusieurs autres projets artistiques ont été réalisés, via le financement de divers bailleurs internationaux.
Les coûts de construction, qui ont dépassé les 60 millions d'euros, ont été financés par les dons des fidèles.

### Description

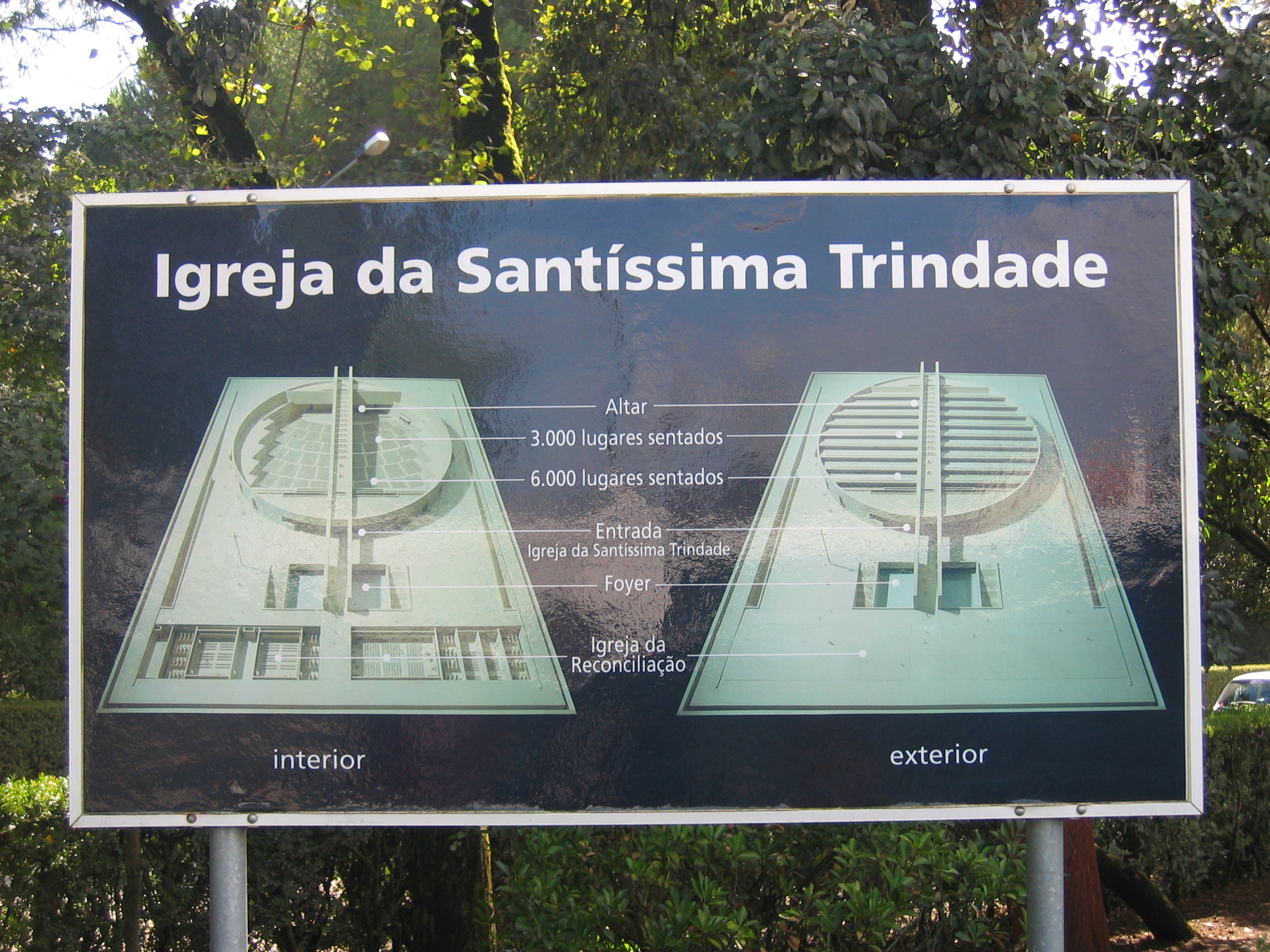
Plan du bâtiment sur un panneau d'information.

#### Localisation
Le secteur (initial) du sanctuaire de Fátima se développe globalement sur un rectangle de 200 par 500 m suivant un axe sud-ouest/nord-est. L'église de la Sainte-Trinité est située à l'extrémité sud-ouest de cet espace. Elle prolonge la zone du sanctuaire sur plus de 200 m.
L'église se trouve à proximité de deux grands axes routiers de la ville : l'avenue Jean XXIII (qui borde le centre pastoral Paul VI), et l'avenue D. José Alves Correia da Silva (en bordure immédiate de l'église, mais passant en tunnel dans ce secteur). L'espace piétonnier du sanctuaire a ainsi été agrandi : la vaste esplanade destinée aux processions se retrouve maintenant connectée directement à l'espace piétonnier autour de la nouvelle église, ainsi qu'à la zone d'espace vert située autour du centre pastoral Paul VI. Cet espace piétonnier se connecte à la rue Saint-Vincent de Paul (au nord-est du sanctuaire) et à l'avenue Jean XXIII (au sud-ouest). De l'avenue Jean XXIII à la rue Saint-Vincent de Paul, c'est un espace de près d'un kilomètre de long qui est mis en place, avec la basilique comme point central.
Les aménagements routiers réalisés à l'occasion de cette construction ont réduit le transit automobile autour du sanctuaire.

#### Le bâtiment

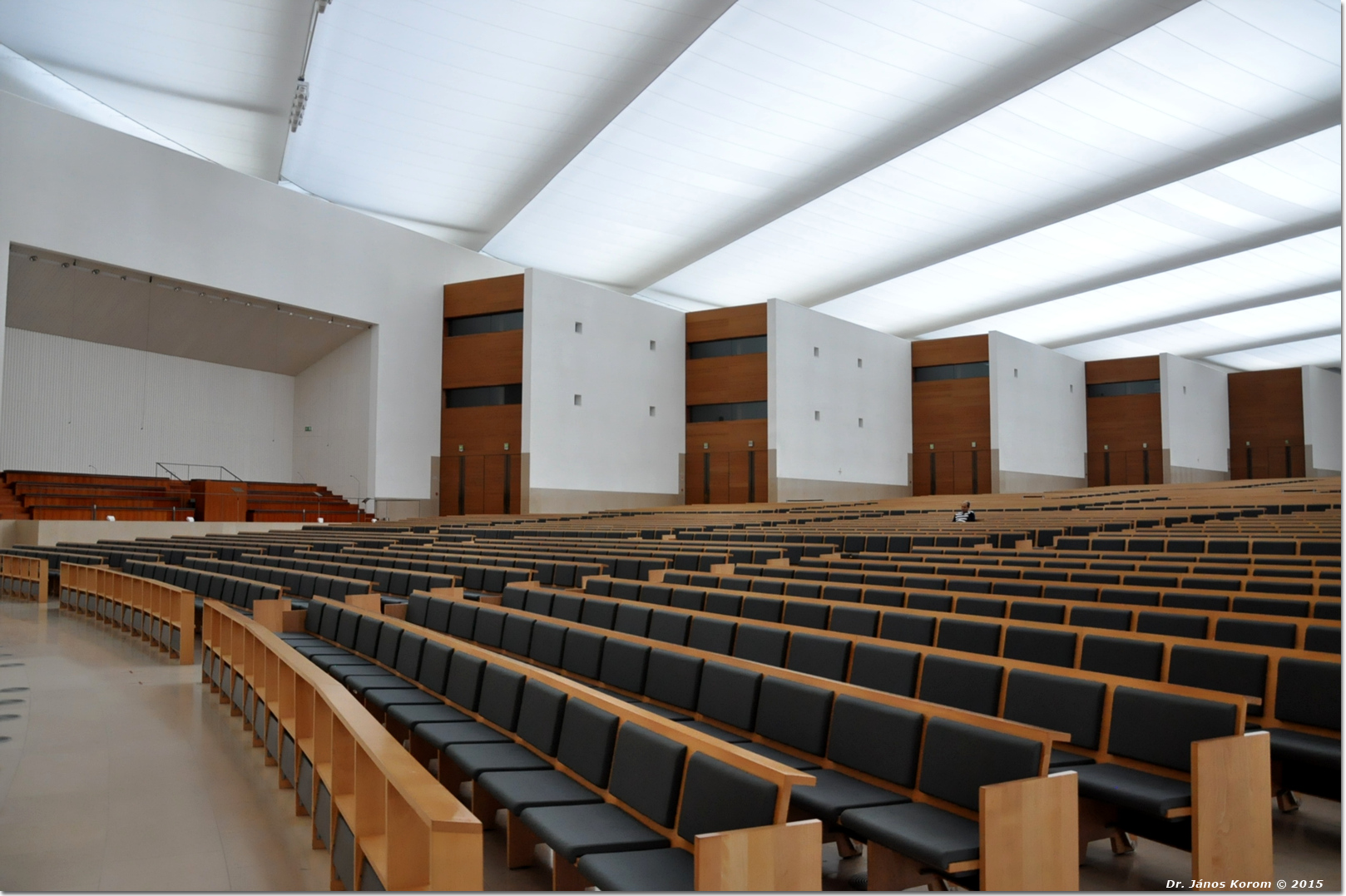
Vue de l'intérieur de l'église, avec les portes latérales et la légère pente du sol.

Le bâtiment, d'une surface de 40 000 m2, est la quatrième plus grande église catholique dans le monde (en capacité).
Le plan est circulaire à l'extérieur et carré à l'intérieur. Le disque extérieur a un diamètre de 125 m, et un volume proche de 130 000 m3. Le bâtiment fait 18 m de haut.
Les poutres porteuses sont en béton blanc, et les murs ont été recouverts en pierre de la région : branco del mar. La toiture a été équipée de 12 315 m2 de panneaux solaires. L'éclairage intérieur est piloté électroniquement permettant de gérer un éclairage constant à l'aide de stores pour limiter la lumière naturelle (en cas de besoin) et de régler le volume de l'éclairage artificiel. L'acoustique a été étudiée et des matériaux absorbants placés sur les parois en béton. La ventilation, la climatisation et le chauffage sont réalisés par un système de ventilation (passant sous le bâtiment) ressortant par des grilles situées au sol du bâtiment.
L'église a 12 portes secondaires (une dédiée à chacun des 12 apôtres) et une grande porte centrale, la porte du Christ. La porte principale fait 8 m de haut, et pèse près de 13 tonnes.
L'intérieur de l'édifice est marqué par une pente douce, ce qui donne aux fidèles une bonne visibilité de l'autel sous tous les angles. Le sol est recouvert en pierre ataija de couleur crème. L'intérieur de l'église est divisé en deux secteurs, séparés par un mur mobile de 2 mètres de haut, partageant l'espace principal : la première section peut accueillir 3 175 personnes (plus 58 places pour handicapés) et le second de 5 458 places (dont 18 pour handicapés). Autour de l'autel, 100 célébrants peuvent s'installer.
En plus de l'église de la Sainte-Trinité, la structure construite intègre plusieurs chapelles :
- la chapelle du Sacré-Cœur de Jésus (Capela do Sagrado Coração de Jesus) avec 16 confessionnaux ;
- la chapelle du Cœur Immaculé de Marie (Capela do Imaculado Coração de Maria) avec 12 confessionnaux ;
- la chapelle de la Résurrection de Jésus (Capela da Ressurreição de Jésus) avec 200 places et 16 confessionnaux ;
- la chapelle de la mort de Jésus (Capela da Morte de Jésus), avec 600 places ;
- la chapelle du Saint-Sacrement (Capela do Santíssimo Sacramento), dédiée à l'adoration eucharistique (en continu), avec un maximum de 200 personnes.

De chaque côté de l'église, plusieurs salles permettent à la presse d'enregistrer et retransmettre les célébrations.

#### Iconographie
La conception moderne et simple, se veut à la fois fonctionnelle et iconographique afin de développer une perception intuitive de sa religiosité. La représentation artistique de la porte principale (la Porte du Christ), attire l'attention, selon son auteur, sur la transcendance de Dieu et représente, à travers les représentations des icônes, les thèmes du Père, du Fils et du Saint-Esprit.
La plupart de la décoration intérieure, y compris les stations du chemin de croix a été sélectionnée pour offrir une représentation du voyage intérieur vers l'auto-sacrifice. Ce qui inclut également une référence au message des apparitions mariales de Fatima : « faire pénitences ».
Quelques éléments artistiques présents dans l'église :

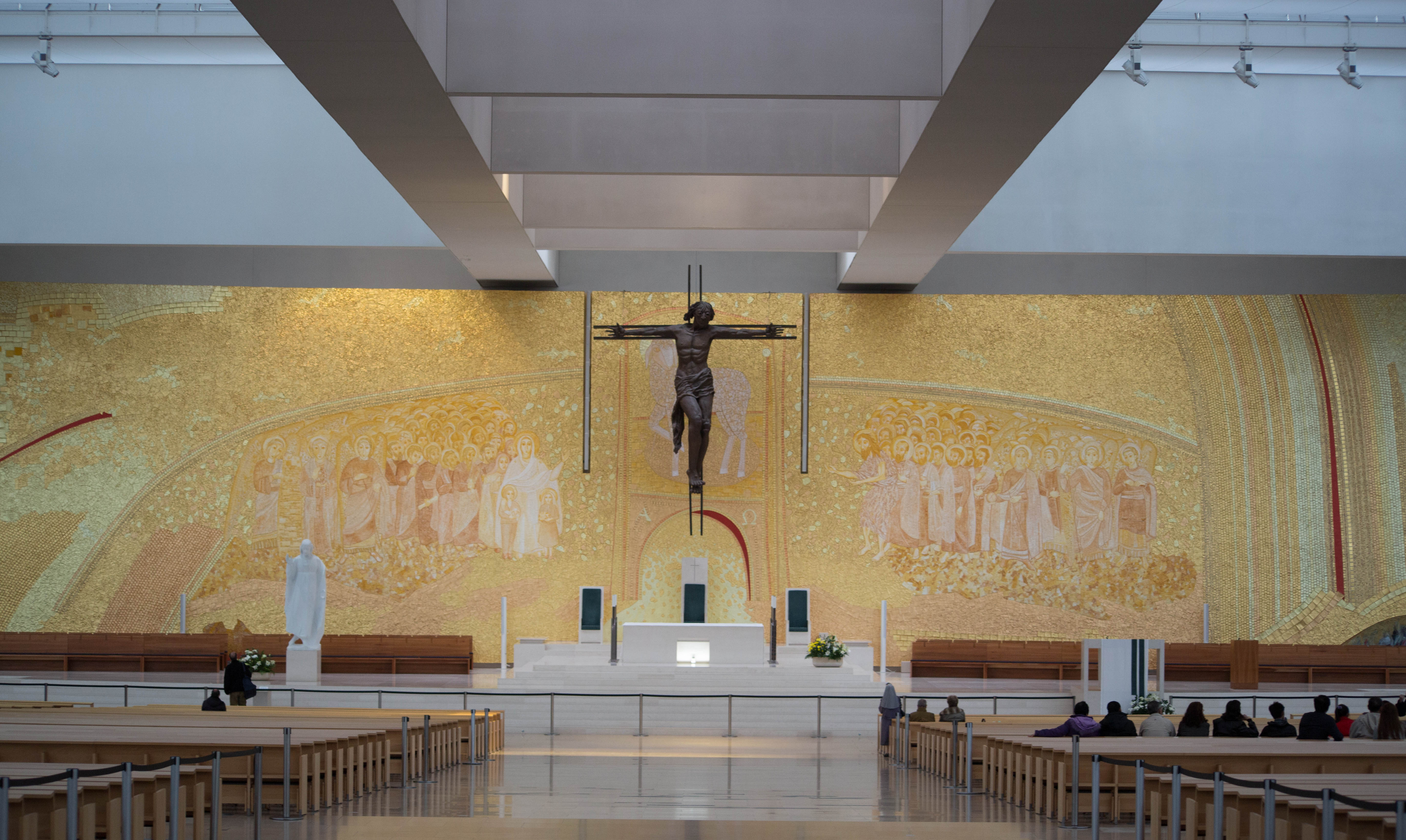
La grande fresque de mosaïque dorée, et le crucifix suspendu au-dessus de l'autel.

- la grande fresque de 500 m2 de panneaux en céramique dorée placée dans le chœur de l'église, derrière l'autel[N 7] : elle représente une scène de l'Apocalypse.
- un crucifix en bronze[N 8], mesurant 7,5 m, suspendu au-dessus de l'autel principal.
- la première pierre de la construction (offerte par Jean-Paul II, a été intégrée et mise en valeur au pied de l'autel. Elle montre (via une face vitrée), le fragment de pierre issu de la tombe de saint Pierre, qui y a été intégrée[11].
- les panneaux en azulejos installés sur les murs des confessionnaux[N 9] : ils représentent les épisodes de la vie de saints Pierre et Paul.
- une sculpture suspendue[N 10], placée dans le portique d'entrée.
- La gravure sur la porte principale[N 11] s'inspire du verset biblique de la Genèse « Au commencement Dieu créa le ciel et la terre. La terre était informe et vide ; les ténèbres couvraient l'abîme, et l'Esprit de Dieu se mouvait au-dessus des eaux » (Gn 1,1-2)[11].
- Les portes latérales en bronze (de 8 mètres de haut)[N 12], dédiées aux douze Apôtres du Christ. Sur chaque porte, un verset biblique (se rapportant à l'apôtre) est gravé.
- les panneaux du Rosaire[N 13], situés de part et d'autre de l'entrée principale : à gauche les mystères joyeux et lumineux, à droite les mystères douloureux et glorieux.

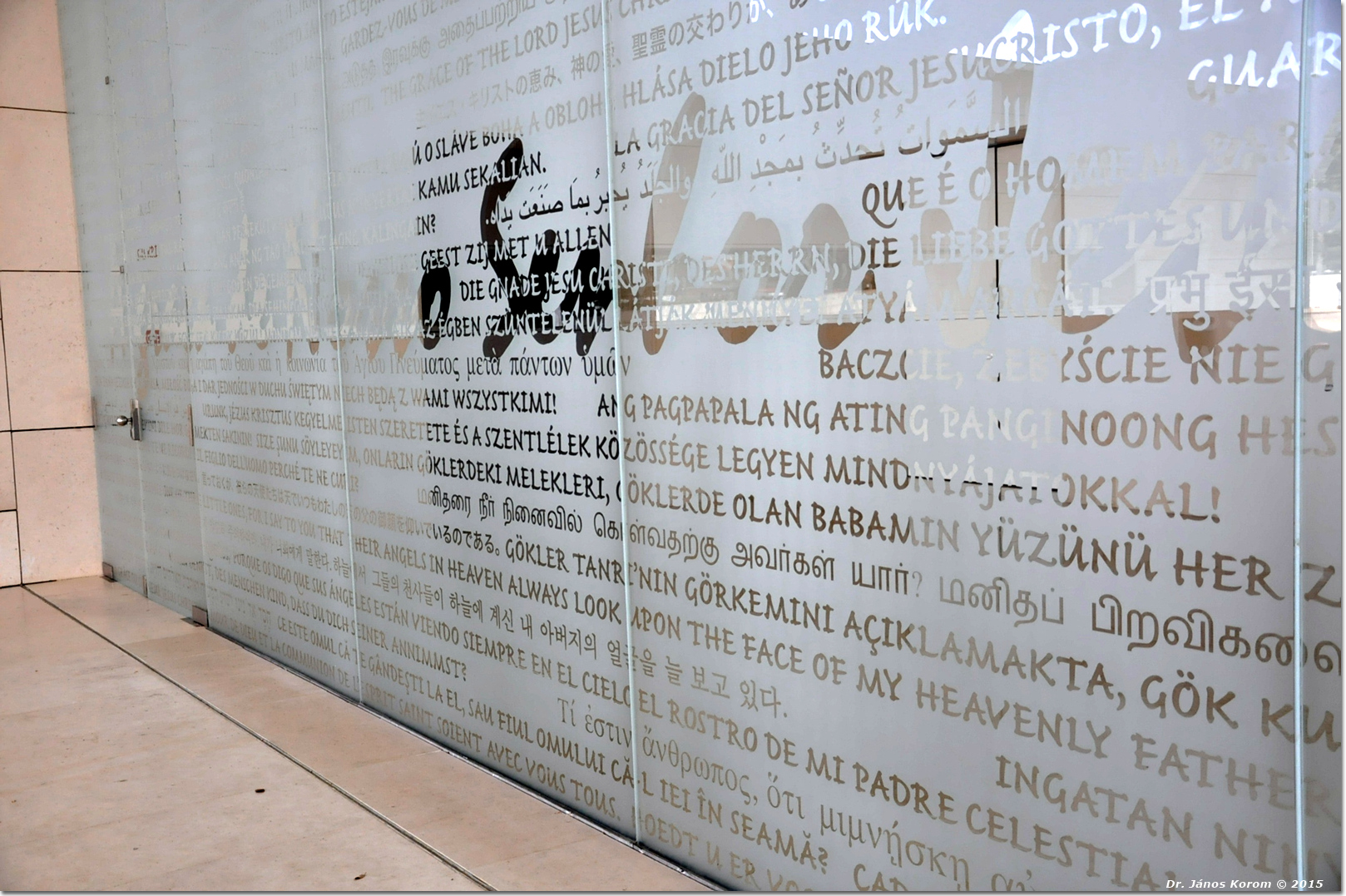
Détail du mur de verre, avec les versets bibliques en plusieurs langues.

- Les panneaux de verre colorés de quatre versets bibliques en 26 langues[N 14], placés à côté de la porte principale[N 15]. Les versets bibliques sont[11] :
  - « Qu'est ce que l'homme, pour que tu te souviennes de lui, et le fils de l'homme, pour que tu en prennes soin ? » (Ps 8,5)
  - « Les cieux racontent la gloire de Dieu, et le firmament annonce l'œuvre de ses mains. » (Ps 19,2)
  - « Prenez garde de mépriser aucun de ces petits, car je vous dis que leurs anges dans les cieux voient sans cesse la face de mon Père qui est dans les cieux » (Mt 18,10)
  - « Que la grâce de Notre-Seigneur Jésus-Christ, l'amour de Dieu et la communion du Saint-Esprit soient avec vous tous ! » (2Co 13,13)
- la statue du pape Jean-Paul II[N 16], installée à l'extérieur de l'église, au nord-est du bâtiment.
- une grande croix (Cruz Alta) en acier Corten[N 17], a été installée à l'extérieur de l'église[12]. Elle mesure environ 34 mètres de haut et 17 de large.

### Reconnaissances et titres
En 2009, le bâtiment a reçu le Prix d'excellence Structure (en) par l'Association Internationale des Ponts et Charpentes (en), qui vise à reconnaître les structures les plus remarquables, innovantes et créatives réalisées au cours des dernières années.
Le 19 juin 2012, la Congrégation pour le culte divin signe un document accordant à l'église de la Sainte-Trinité le rang de basilique mineure. Cette décision est entrée officiellement en vigueur le 13 août 2012.

### Galerie de photos

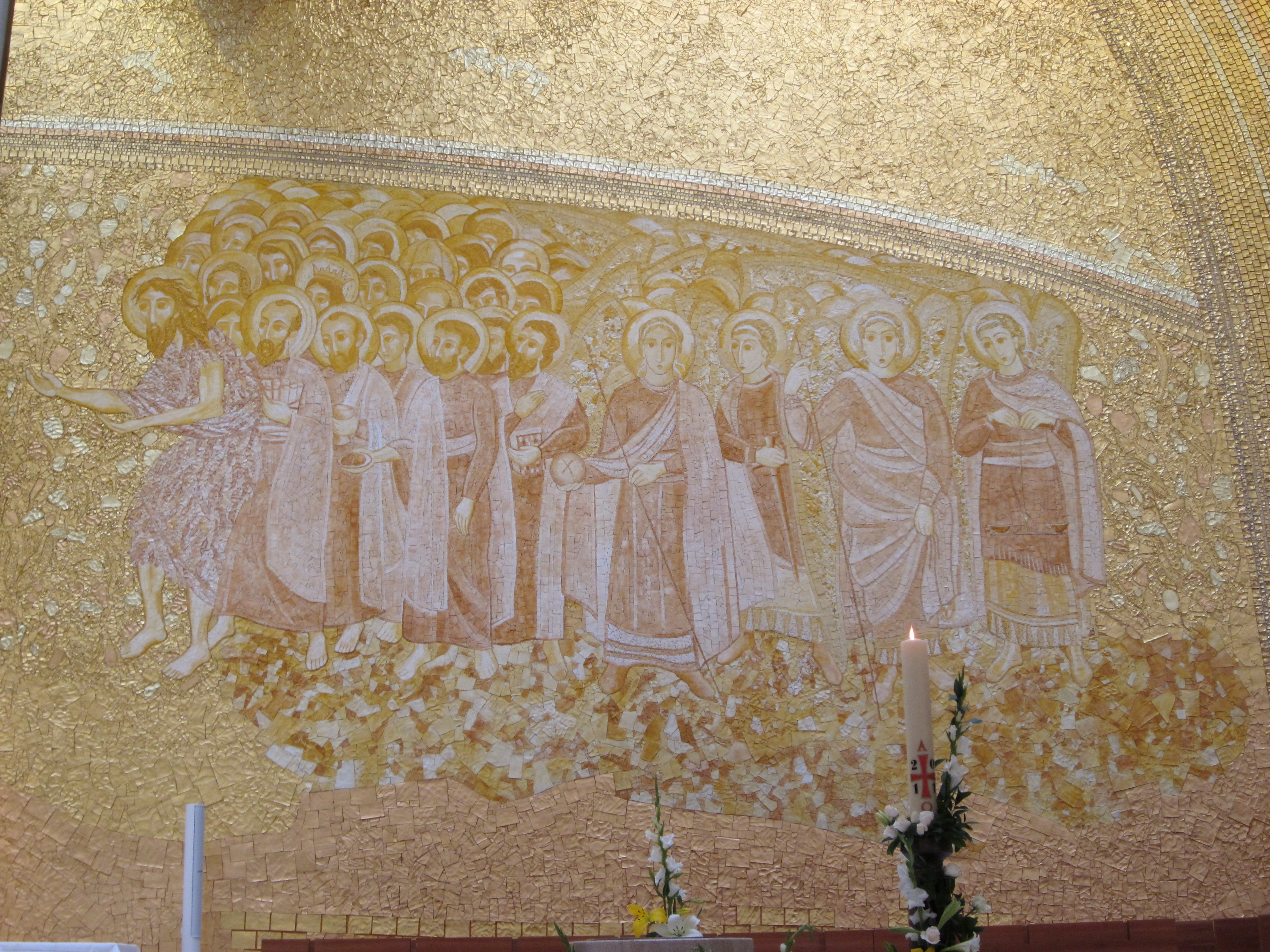
Détail des mosaïques situées derrière l'autel (scène de l'Apocalypse)
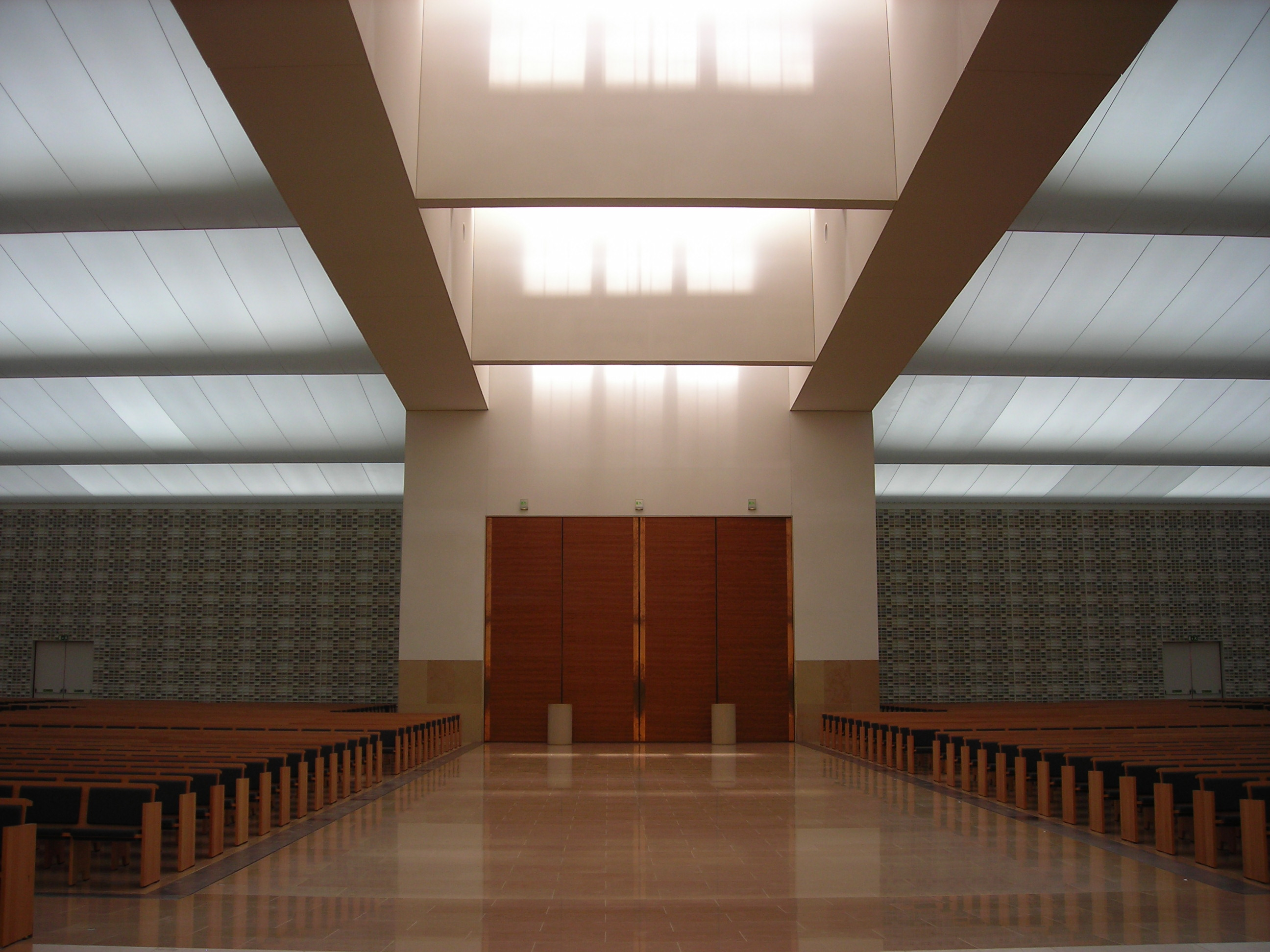
Porte principale, vue de l'intérieur
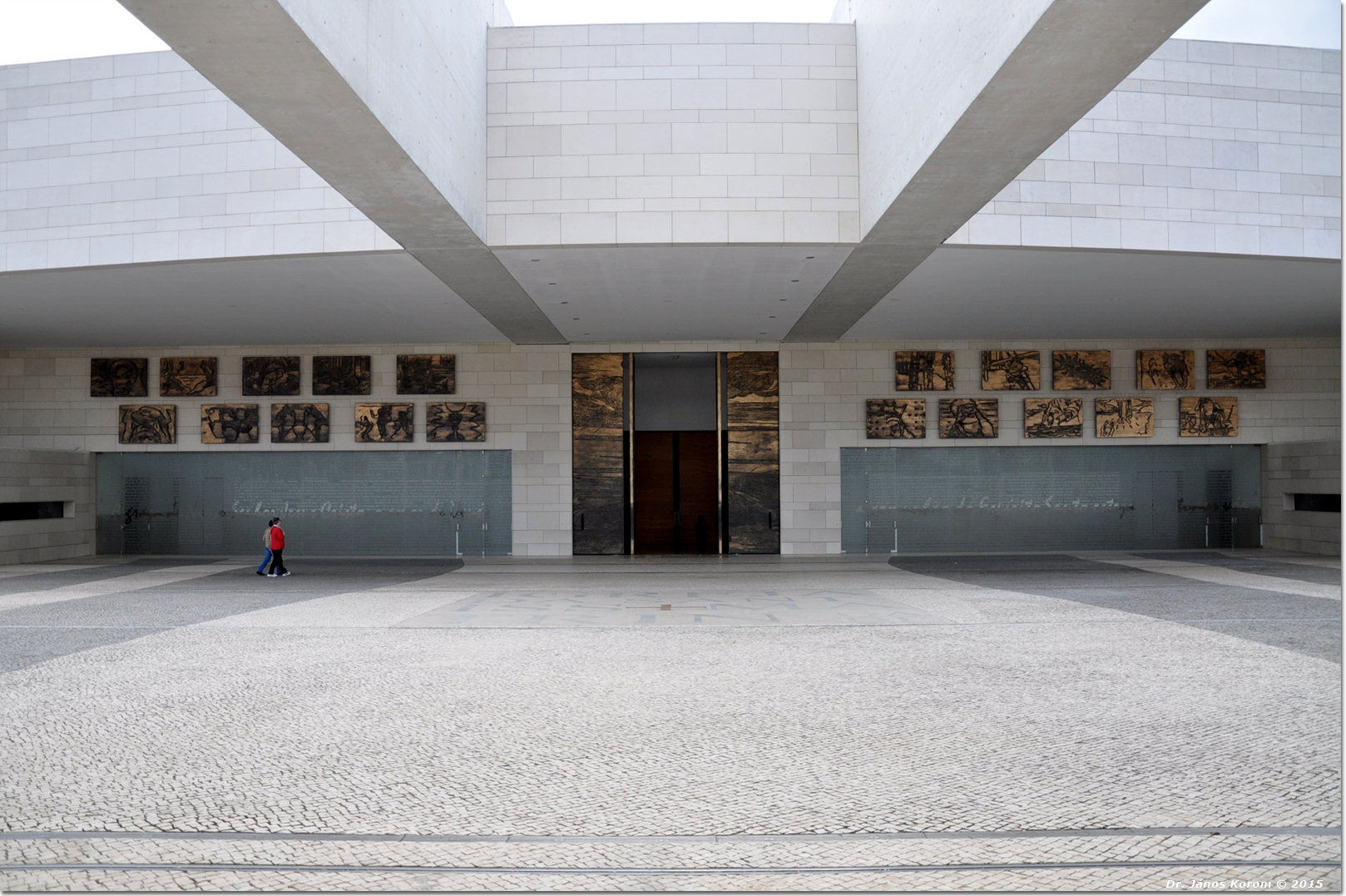
Porte principale vue de l'extérieur
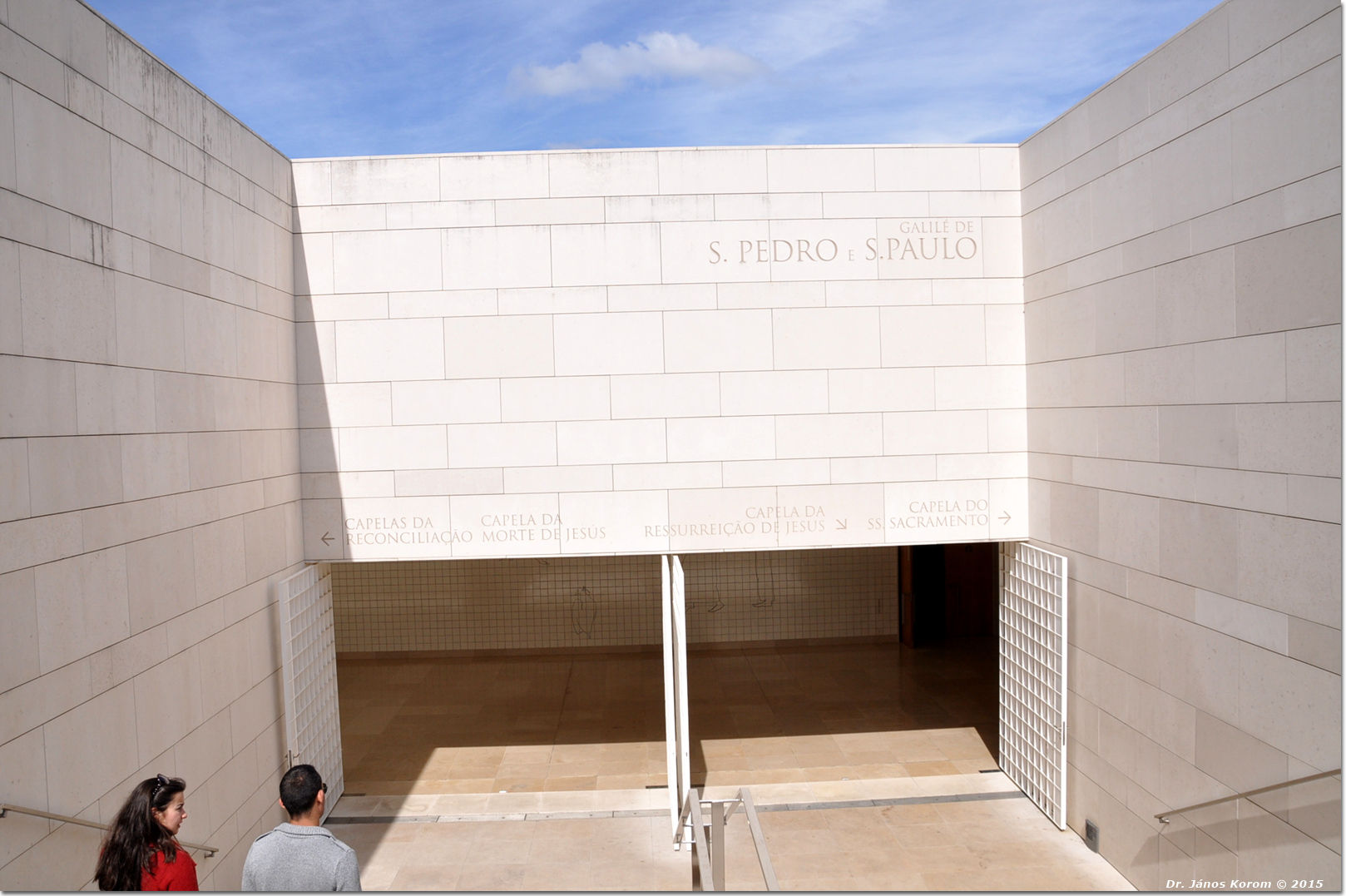
Une porte latérale (saint Pierre et saint Paul)
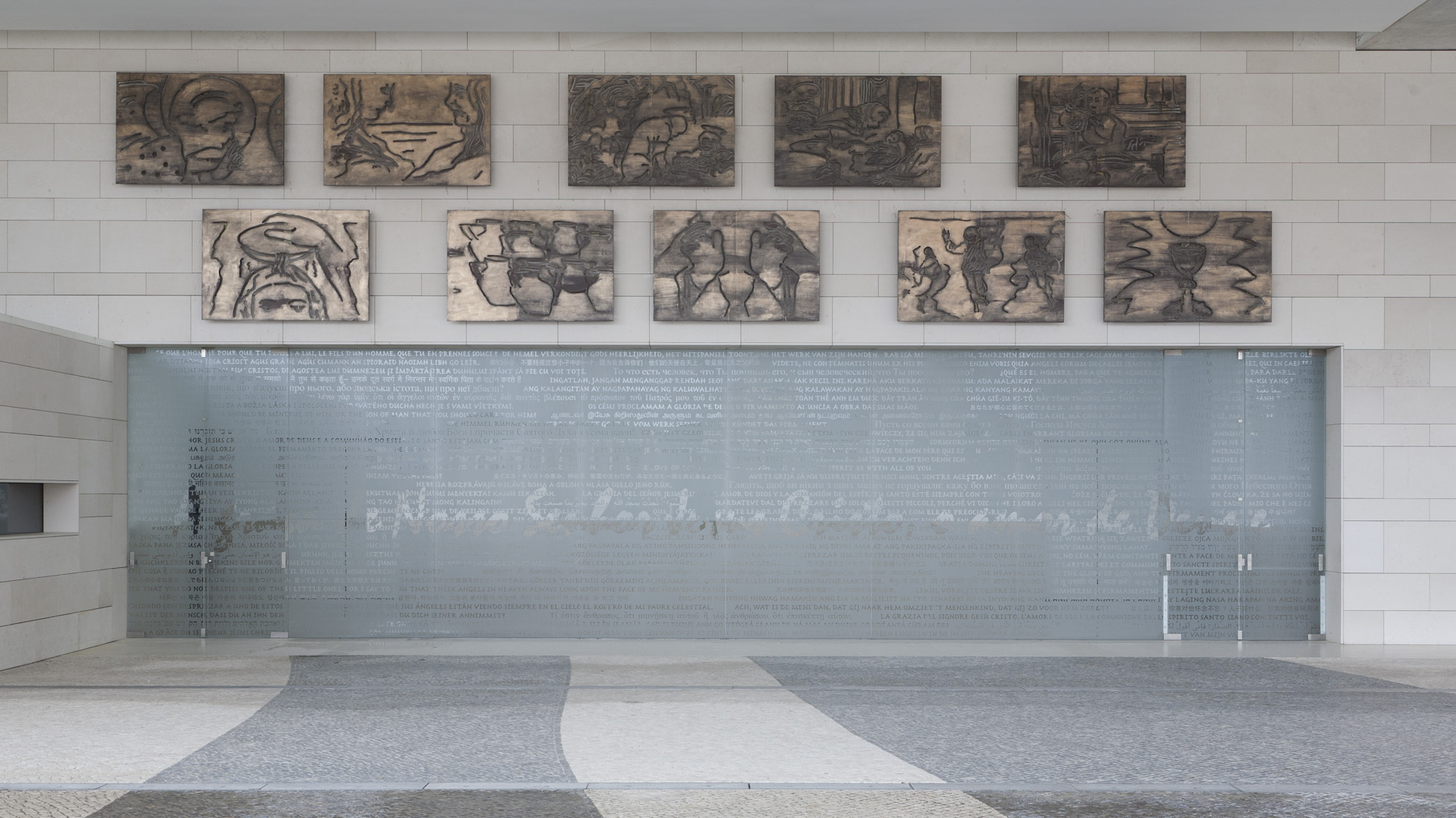
Panneaux du rosaire et versets bibliques (en verre coloré), à l'entrée de la basilique